# Frederick A. MacDougal
Frederick A. MacDougal (ur. 1814, zm. 16 listopada 1878) – amerykański polityk, czternasty burmistrz Los Angeles. Dwukrotnie wybierany na ten urząd, Frederick A. MacDougal zmarł dwa tygodnie przed końcem swojej kadencji. Na dwa tygodnie został mianowany wówczas burmistrzem Bernard Cohn. Przed wyborem na ten urząd był lekarzem i pierwszym szefem policji Los Angeles (Los Angeles Chief of Police).